# Ryan Simpson
Ryan Simpson (nacido el 9 de julio de 1985) es un exfutbolista beliceño que jugó como mediocampista.

## Trayectoria
Simpson jugó en clubes de fútbol de Print Belize, New Site Erei, Atlético Chiriquí, Georgetown Ibayani y Benguche United y en el FC Belize en donde se retiró en el 2017.

## Selección nacional
Hizo su debut con la selección absoluta de Belice el 8 de febrero de 2007 en la Copa Uncaf 2007 en donde jugó 3 partidos también jugó la Copa Uncaf 2009 y la Copa Centroamericana 2011.

## Clubes
| Club                  | País   | Año         |
| --------------------- | ------ | ----------- |
| Print Belize          | Belice | 2004 - 2005 |
| New Site Erei         | Belice | 2005 - 2006 |
| Atlético Chiriquí     | Panamá | 2006 - 2007 |
| Georgetown Ibayani FC | Belice | 2007 - 2010 |
| Benguche United       | Belice | 2010        |
| FC Belize             | Belice | 2011 - 2017 |